# Жатва (фильм, 2024)
«Жатва» (англ. Harvest) — художественный фильм режиссёра Афины Рахель Цангари. Сценарий фильма написала Джослин Барнс по одноимённому роману Джима Крейса 2013 года. Съёмки начались в 2023 году, главную роль сыграл Калеб Лэндри Джонс. Премьера фильма состоялась 3 сентября 2024 года на 81-м Венецианском кинофестивале.

## Сюжет
Действие фильма происходит в отдалённой деревне в средневековой Англии. Во времена экономических потрясений местные жители находят козлов отпущения в лице трёх незнакомцев.

## В ролях
- Калеб Лэндри Джонс — Уолтер Тирск
- Гарри Меллинг

## Производство
В ноябре 2020 года Атина Рэйчел Цангари стала режиссёром фильма, сценарий написала Джослин Барнс, адаптировав номинированный на Букеровскую премию роман Джима Крейса 2013 года. Производством занимаются Ребекка О’Брайен из компании Sixteen Films и Джослин Барнс из компании Louverture Films (США), совместно с компанией The Match Factory (Германия).
Главную роль в фильме исполнил Калеб Лэндри Джонс. Во время посещения Венецианского кинофестиваля для продвижения фильма Люка Бессона «Догмэн» в августе 2023 года он говорил с шотландским акцентом. Бессон объяснил это тем, что он готовится к своей новой роли в фильме, который, по сообщению The Hollywood Reporter, получил название «Урожай». Позже Джонс подтвердил газете la Repubblica, что это правда. В феврале 2024 года к актёрскому составу присоединились Гарри Меллинг, Рози Макюэн, Аринзе Кене, Талисса Тейшейра и Фрэнк Диллэйн.
Съёмки проходили в Обане, Шотландия, в сентябре 2023 года. Также сообщалось, что съёмки проходили в Германии.